# Hermanovce nad Topľou
Hermanovce nad Topľou (allemand : Hermannsdorf an der Töpl est un village de Slovaquie situé dans la région de Prešov.

## Histoire
Première mention écrite du village en 1402.

## Démographie

### Évolution de la population
| Année:               | 1994. | 2004.    | 2014.   | 2024.   |
| -------------------- | ----- | -------- | ------- | ------- |
| Nombre de personnes: | 619   | 685      | 723     | 662     |
| Différence:          |       | +10,66 % | +5,54 % | -8,43 % |

| Année:               | 2023. | 2024.   |
| -------------------- | ----- | ------- |
| Nombre de personnes: | 660   | 662     |
| Différence:          |       | +0,30 % |